# Franky Batelier
Franky Batelier (* 12. Mai 1978 in Pont-Audemer) ist ein ehemaliger französischer Duathlet und Triathlet.

## Werdegang
Im Alter von 16 Jahren begann Franky Batelier mit dem Triathlon-Sport. Nach einigen Jahren im Triathlon- und Duathlon-Geschehen, hatte er sich heute vorwiegend auf den Cross-Triathlon spezialisiert und startete bei vielen Xterra-Rennen.
2007 wurde Batelier Vize-Europameister im Cross-Triathlon. Im Mai 2009 wurde er Europameister, 2010 konnte er auf Sardinien diesen Erfolg wiederholen und wurde im Oktober 2010 auch Vize-Weltmeister Cross Triathlon.
Seit 2010 tritt er nicht mehr international in Erscheinung. Er lebt in Rouen.

## Sportliche Erfolge
| Datum/Jahr    | Rang | Wettbewerb                                 | Austragungsort      | Zeit     | Bemerkung                                                                    |
| ------------- | ---- | ------------------------------------------ | ------------------- | -------- | ---------------------------------------------------------------------------- |
| 24. Okt. 2010 | 2    | Xterra Triathlon World Championships       | Maui                | 02:36:14 | Vize-Weltmeister im Cross-Triathlon hinter Conrad Stoltz                     |
| 7. Aug. 2010  | 1    | Xterra Czech Championships                 | Špindlerův Mlýn     |          |                                                                              |
| 19. Juni 2010 | 1    | ETU European Cross Triathlon Championships | Myjava              | 02:19:42 | ETU-Europameister (1,2 km Schwimmen, 25,2 km Mountainbike und 7,4 km Laufen) |
| 30. Mai 2010  | 1    | Xterra European Triathlon Championships    | Cala Ginepro        | 02:24:10 | Europameister auf Sardinien bei der Xterra Italy                             |
| 3. Apr. 2010  | 1    | Xterra Portugal Championship               | Figueira da Foz     |          |                                                                              |
| 23. Aug. 2009 | 1    | Xterra European Triathlon Championships    | Klopeiner See       | 02:26:25 | Europameister bei den Xterra Austria Championships                           |
| 15. Aug. 2009 | 1    | Xterra Germany Championships               | Olbersdorf          | 02:22:35 | [ 4 ]                                                                        |
| 27. Juni 2009 | 1    | Xterra Czech Championships                 | Hluboká nad Vltavou |          |                                                                              |
| 31. Mai 2009  | 1    | ETU European Cross Triathlon Championships | Cala Ginepro        | 02:23:12 | Sieger und ETU-Europameister bei den Xterra Italy Championships              |
| 23. Aug. 2008 | 2    | Xterra Austria Championships               | Klopeiner See       | 02:27:30 | Zweiter hinter dem Österreicher Michael Weiss                                |
| 29. Juni 2008 | 2    | Xterra Czech Championships                 | Hluboká nad Vltavou |          |                                                                              |
| 8. Sep. 2007  | 1    | Xterra Germany Championships               | Olbersdorf          |          |                                                                              |
| 27. Mai 2007  | 2    | Xterra European Triathlon Championships    | Cala Ginepro        |          | Vize-Europameister bei der Xterra Italy                                      |

| Datum/Jahr    | Rang | Wettbewerb                 | Austragungsort | Zeit     | Bemerkung                  |
| ------------- | ---- | -------------------------- | -------------- | -------- | -------------------------- |
| 15. Aug. 2008 | 1    | Embrunman                  | Embrun         | 02:06:50 | Sieger auf der Kurzdistanz |
| 28. Aug. 2005 | 12   | ETU Triathlon European Cup | Genf           | 02:05:22 |                            |
| 3. Juli 2004  | 7    | ETU Triathlon European Cup | Holten         | 01:51:17 | [ 6 ]                      |

(DNF – Did Not Finish)